# Bucculatrix albiguttella
Bucculatrix albiguttella is een vlinder uit de familie ooglapmotten (Bucculatricidae). De wetenschappelijke naam is voor het eerst geldig gepubliceerd in 1886 door Pierre Millière.
De soort komt voor in Europa.